# Pfarrkirche Güssing

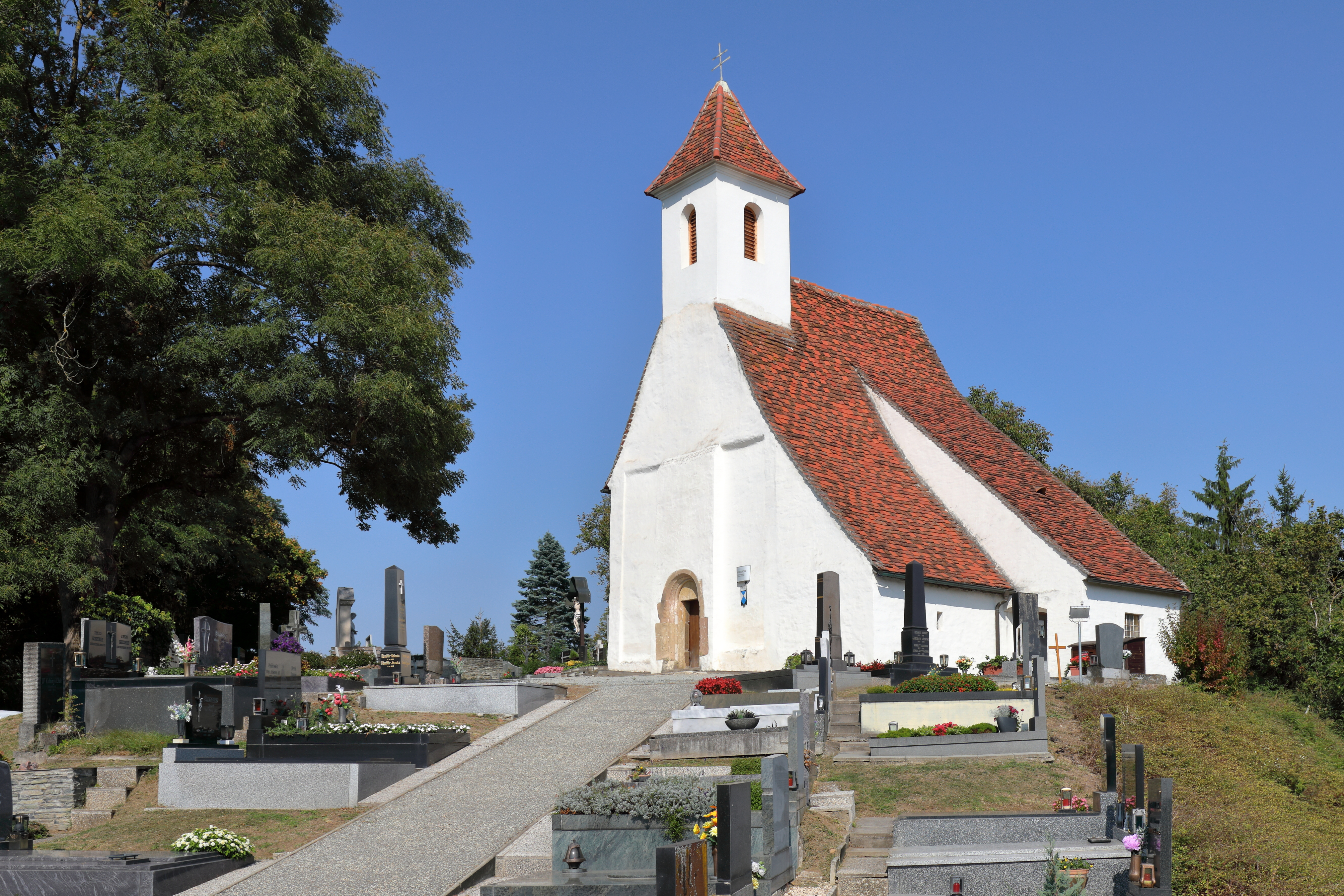
Blick vom Friedhof auf die Pfarrkirche zum hl. Jakobus

Die römisch-katholische Pfarrkirche Güssing steht in der Stadt Güssing im gleichnamigen Bezirk im Burgenland. Sie ist dem heiligen Jakobus gewidmet und daher auch als Jakobikirche oder Jakobuskirche bekannt. Der zum Dekanat Güssing in der Diözese Eisenstadt gehörende Sakralbau steht unter Denkmalschutz (Listeneintrag). Entstanden im 9. Jahrhundert, gehört er zu den ältesten noch erhaltenen Kulturdenkmälern des Burgenlandes. Obwohl nominell Pfarrkirche, wird sie heute vorwiegend als Friedhofskirche genutzt. Der Großteil der Gottesdienste wird in der nahen Basilika Güssing abgehalten.

## Lage und Umgebung

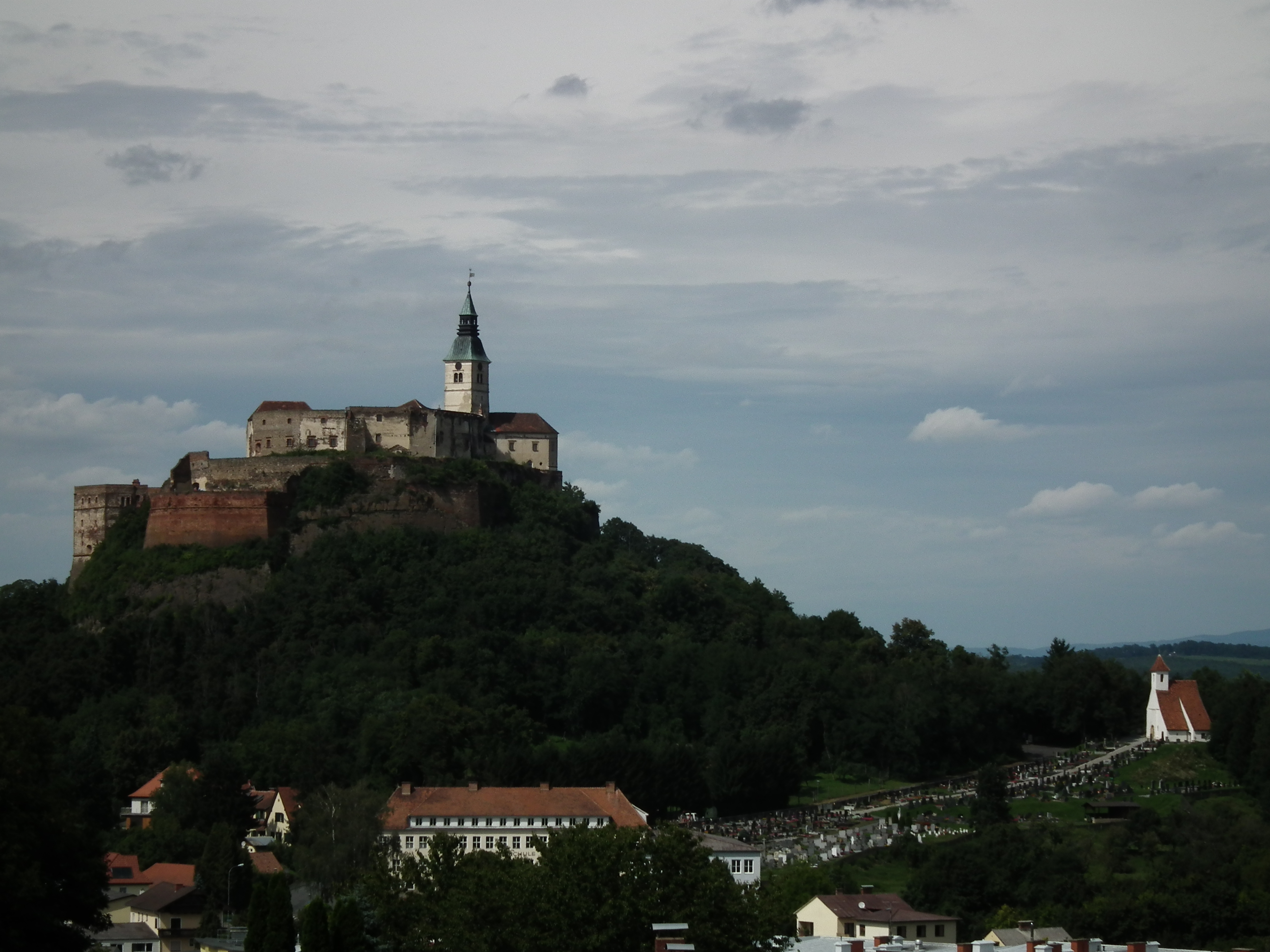
Südansicht des Schlossberges mit Burg und Jakobikirche (rechts)

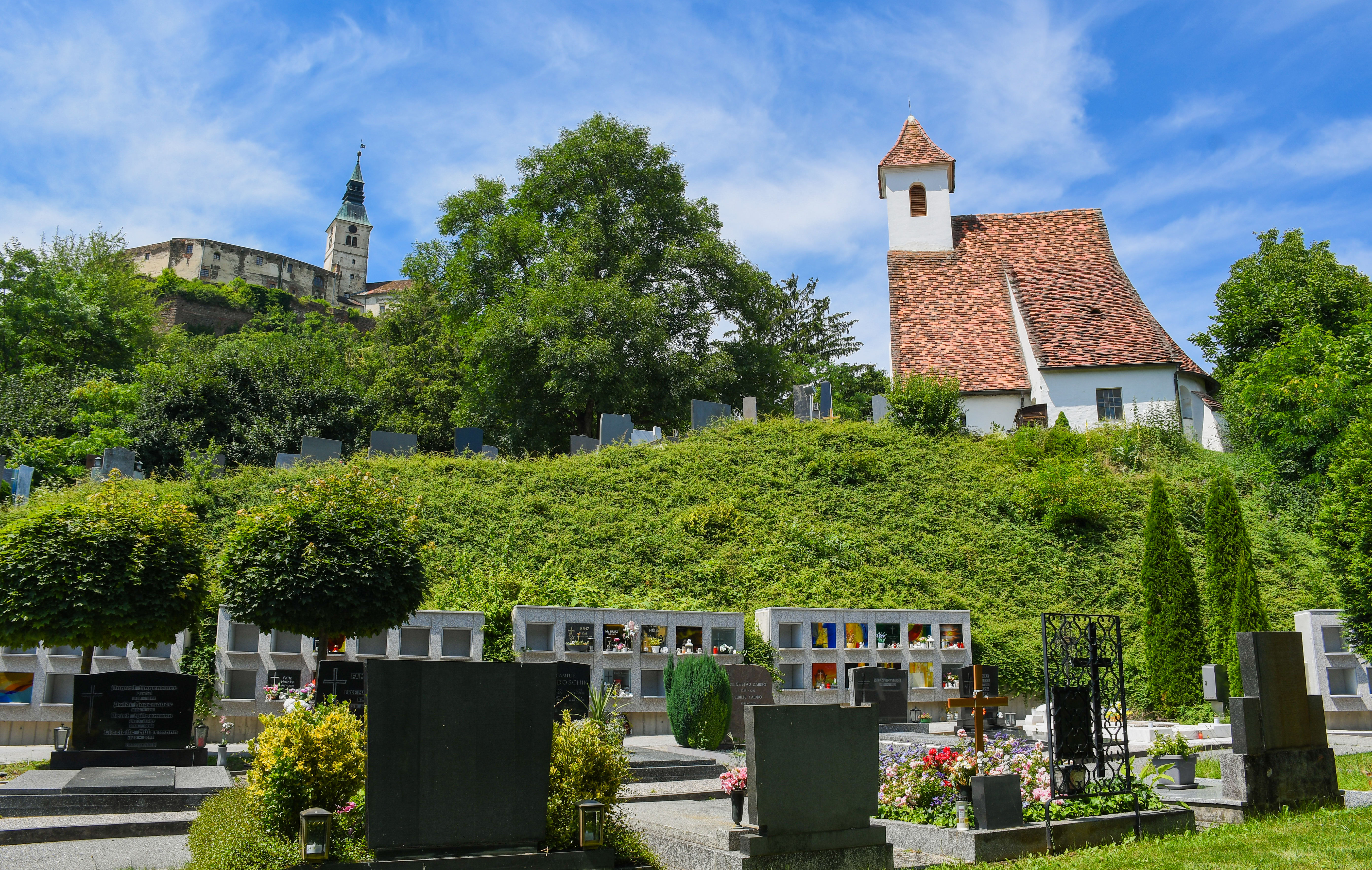
Die im Osten steil abfallende Kuppe mit der Kirche vor dem Schlossberg mit Burg Güssing

Die Kirche liegt unterhalb eines steil abfallenden Felsplateaus mit der Burg Güssing an den östlichen Abhängen des Schlossberges. Sie steht am Nordrand des abschüssigen Friedhofes auf einer künstlich eingeebneten Kuppe, die im Osten 15–20 m tief steil abfällt. Das Plateau mit der Kirche liegt etwa 3–5 m über dem Areal der Umgebung. Im Süden und Osten des Friedhofs liegen die weitläufigen Grünanlagen des nahen Schloss Draskovich. Durch diese Solitärlage erhöht über dem weitestgehend unbebauten Umfeld, ist die Kirche ein markanter Bestandteil der Süd- und Südostansicht des Burgberges. 
An der der Stadt abgewendeten Seite des Berges stehend liegt sie etwas isoliert von der Inneren Stadt, mit der sie aber über die Batthyánystraße verbunden ist. Diese verläuft ab der Höhe des ersten Burgtors, etwa 250 m nordwestlich der Kirche gelegen, außen entlang der ehemaligen östlichen Befestigungsanlagen. Sie endet an der Kreuzung mit der Pater-Gratian-Leser-Straße, welche 25 m westlich der Kreuzung, auf Höhe des Wohn- und Geschäftshauses mit der Hausnummer 1 bis in die Mitte des 20. Jahrhunderts vom Osttor der mittelalterlichen Stadt überspannt wurde. Das Tor befand sich in direkter Umgebung von Kloster Güssing mit der Basilika Mariä Heimsuchung, Kastell Batthány und Kastell Güssing.

## Architektur und Ausstattung

### Äußeres
Das kleine romanische Gotteshaus verfügt über ein rechteckiges Schiff mit niedriger, eingezogener Halbkreisapsis. Es wurde als einheitlicher Ziegelbau mit Eckquadern aus Stein errichtet. An seiner Westfassade befindet sich ein zentraler Fassadenvorsprung mit romanischem Rundbogenportal. Das nördliche Traufgesims verfügt über ein Zahnschnittfries. In der Apsis sind zwei Rundbogenfenster vorhanden, an der Südwand drei romanische Fenster.
Im Süden des Gebäudes gibt es zwei später entstandene Anbauten: eine gotische Sakristei aus der zweiten Hälfte des 16. Jahrhunderts und eine Totenkammer. Durch den Anbau verfügt das südliche Dach über eine markante, zweigeteilte Dachschrägung mit unterschiedlichen Neigewinkeln. Am mit Tonziegeln gedeckten Dach befindet sich im Westen ein barocker Dachreiter mit Rundbogenfenstern und Pyramidendach.

### Inneres
Das Langhaus hat eine flache Decke und eine zweigeschoßige Empore, deren Geschoße mit einem Kreuzgewölbe unterwölbt sind. Es wird von durchgehenden Pfeilern, sogenannten Turmpfeilern, gestützt. Unter der Empore befindet sich eine Grabplatte mit Datierung 1620. Der halbrunde Chor wird von einem rundbogigen Triumphbogen vom Langhaus abgegrenzt. Über ihm befindet sich ein romanischer, bei Renovierungen teilweise ergänzter Schuppenfries aus der Entstehungszeit der Kirche. Im schmucklosen Altarraum ist ein romanischer Altarblock vorhanden, der über eine neuere Mensa verfügt. Neben ihm steht ein modernes Metallkreuz mit Kerzenständer.

## Geschichte

### Baugeschichte

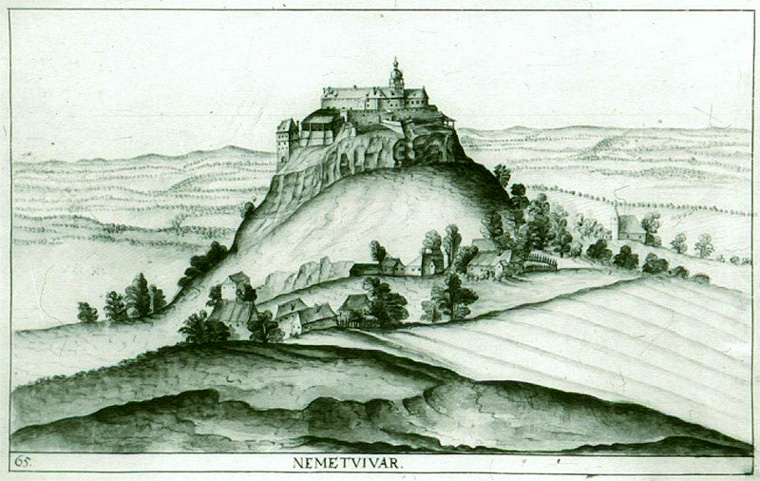
Kupferstich des Schlossberges mit der Pfarrkirche am rechten Bildrand (1665)

Bis vor einigen Jahren nahm man an, dass die Pfarrkirche um das Jahr 1200 errichtet wurde. Bei geodätischen Untersuchungen im Jahr 2019 wurde aber festgestellt, dass das Gebäude bereits aus dem 9. Jahrhundert stammt. Die Kirche bestand damit bereits vor der Burg Güssing, die auf eine hölzerne Wehranlage aus dem 12. Jahrhundert zurückgeht. Wegen der erhöhten Lage des Gebäudes auf dem künstlich geebneten Plateau mit teils steil abfallenden Außenseiten, nimmt man an, dass sie ursprünglich als Wehrkirche errichtet wurde.
Die Pfarrkirche wurde in den Sechzigerjahren des 19. Jahrhunderts umfassend restauriert. 1962 erfolgte die Sanierung der Außenfassade und des Dachs, im Jahr 1964 die des Innenraums. Dabei stieß man im Bereich der Apsis auf eingemauerte Krüge, die wahrscheinlich die Akustik in der Kirche verbessern sollten. Der Amateurarchäologe Karl Lukan vermutet hingegen, dass die Erbauer glaubten dadurch negative Energien abschirmen zu können.

### Pfarrgeschichte
Die Pfarre Güssing wurde bereits vor 1200 gegründet und zählt damit zu den ältesten Pfarren des Burgenlands. Man vermutete bis 2019, dass Pfarre und Jakobuskirche etwa zur selben Zeit entstanden. Durch die Neudatierung der Kirche auf das 9. Jahrhundert, könnte es sich aber um eine bereits wesentlich ältere Pfarre aus karolingischer Zeit handeln.

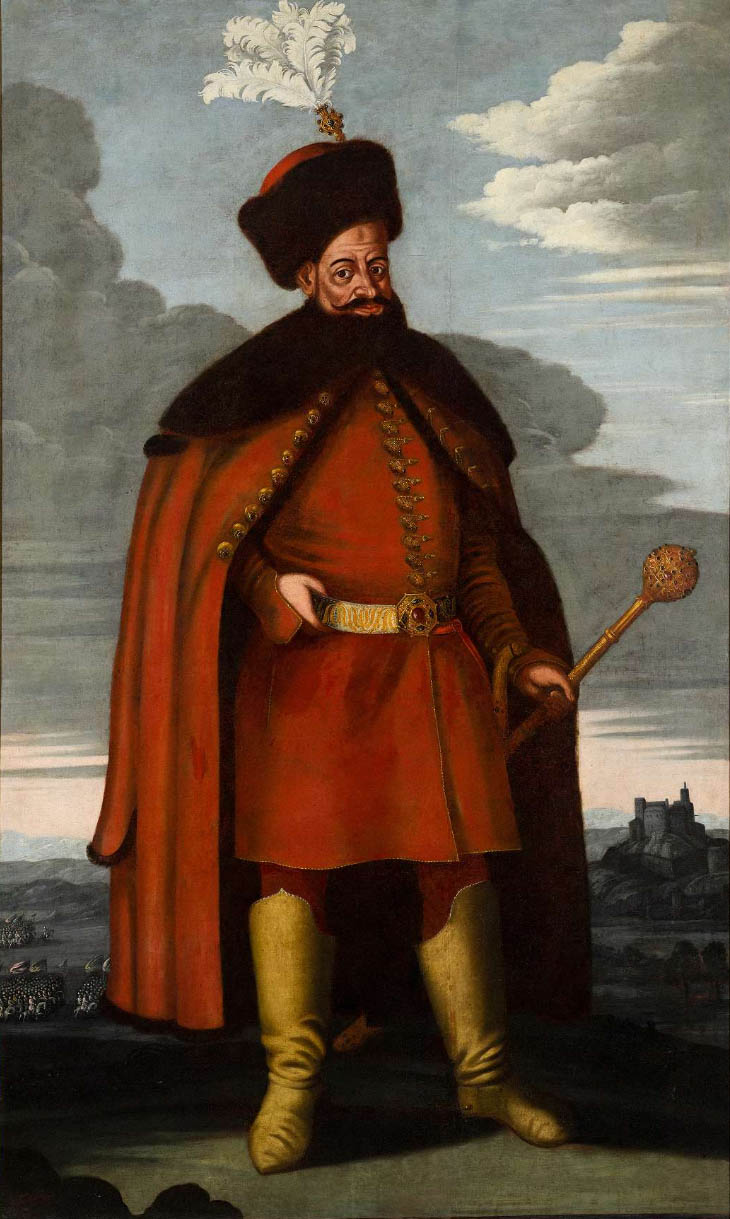
Der zum Katholizismus konvertierte Graf Adam I. Batthyány beendete die Zeit des Protestantismus in Güssing wieder.

Im 16. und. 17. Jahrhundert kam es zu einer sprachlichen Dreiteilung der Pfarre: In der Kirche des um 1500 gegründeten Augustinerklosters in der Innenstadt wurde ungarisch gepredigt, in der außerhalb der Stadtmauern gelegenen Jakobikirche deutsch, und in der damaligen Pfarr- und nunmehrigen Filialkirche St. Nikolaus im südwestlichen Vorort der Stadt kroatisch. Zeitgleich kam es durch die Reformation zu religiösen und politischen Verwerfungen. Die Missstände, die der ebenfalls den Augustinern entstammende Mönch Martin Luther öffentlich im Heiligen Römischen Reich anprangerte, bestanden teils auch in Güssing. So kritisierte der Grundherr Graf Franz I. Batthyány die Augustiner in einem Brief 1537 weil sie ihre Gelübde nicht eingehalten und nicht gefastet hätten, und dem Wein zu sehr zugetan gewesen seien. Zu Pfingsten 1538 verkündete der ungarische Reformator Matthias Biró Dévai in Güssing die Lehren des Martin Luther, den er bei seinem Studium in Wittenberg kennen gelernt hatte. 1542 kam es zu einem Übertritt des deutschsprachigen Pfarrer Rotfuchs zum Protestantismus. Der Neffe und Erbe Franz Batthyánys, Christoph schloss sich 1569 ebenfalls der Reformation an, vertrieb die Augustiner und konfiszierte ihr Kloster. Er berief 1575 protestantische Priester nach Güssing, übergab ihnen Kloster und Klosterkirche und stattete sie mit landwirtschaftlichem Besitz aus. 1620 fand in der Klosterkirche eine Generalsynode statt, 1625 eine Partikularsynode.
Der zum Katholizismus zurückgekehrte neue Grundherr Adam I. Batthyány ließ im selben Jahr die Protestanten vertreiben. Da diese vor ihrem Abzug vermutlich die Augustinerkirche beschädigten, ließ Graf Adam I. Kloster und Kirche 1641–1647 wieder herstellen und übergab sie dem Franziskanerorden, der bis heute in Güssing tätig ist. Die zentraler gelegene Klosterkirche übernahm im Laufe der Zeit die Pfarrfunktionen der Jakobuskirche, die aber nominell Pfarrkirche blieb. Ein historischer Grund hierfür dürften auch Streitigkeiten zwischen den Pfarrangehörigen und den Ordensleuten im 18. Jahrhundert gewesen sein.
Im Jahr 1946 kam es zu einer Neuumgrenzung der Pfarre, bei der auch die ehemals eigenständige Pfarre St. Nikolaus als neue Filialgemeinde der Pfarre Güssing unterstellt wurde.

## Die Pfarre
Der Stadtpfarre mit der Pfarrkirche Güssing sind mehrere Filialkirchen und Kapellen zugewiesen:
- Burgkapelle, hl. Maria zum Schnee
- Filialkirche Glasing, hl. Dreifaltigkeit
- Filialkirche Neustift b. Güssing, hl. Antonius
- Filialkirche St. Nikolaus b. Güssing, hl. Nikolaus
- Filialkirche Urbersdorf, hl. Jungfrau Maria
- Kapelle im Altenwohn- und Pflegeheim, hl. Franziskus
- Kapelle im Landeskrankenhaus Güssing, hl. Herz Jesu
- Kapelle Langzeil, hl. Franz Xaver
- Kapelle Rosenberg, hl. Jungfrau Maria
- Schlosskapelle im Schloss Draskovich